# Шипульский, Анджей (сценарист)
Анджей Шипульский (пол. Andrzej Szypulski, 5 сентября 1936 года, Варшава — 25 января 2011 года, там же) — польский писатель и сценарист.

## Биография
Окончил Варшавский университет, профессионально занимался журналистикой.
Печатался с 1956 года, начинал с рассказов, позже писал театральные сценарии, сценарии для радиопостановок, романы и стихи.
В 1950-х годах он дважды был награжден премией «Новая культура» и «По простому» (это была Варшавская литературная молодежная премия). В 1976 году был награжден Золотым Крестом за заслуги.
Подписал письмо протеста о нарушении гражданских прав (запрет мирных демонстраций).
С 1981 по 1986 год жил в Италии, где, как он говорил, «у него было приключение быть поэтом».

## Творчество
Совместно со Збигневом Сафьяном под коллективным псевдонимом Анджей Збых написал сценарий популярного телевизионного фильма «Ставка больше, чем жизнь» (1968).

...хотя Шипульский не помнил время войны, благодаря своему выдающемуся воображению и способности собирать воспоминания близких людей, он умел верно отражать реалии немецкой оккупации.— Збигнев Сафьян

## Память

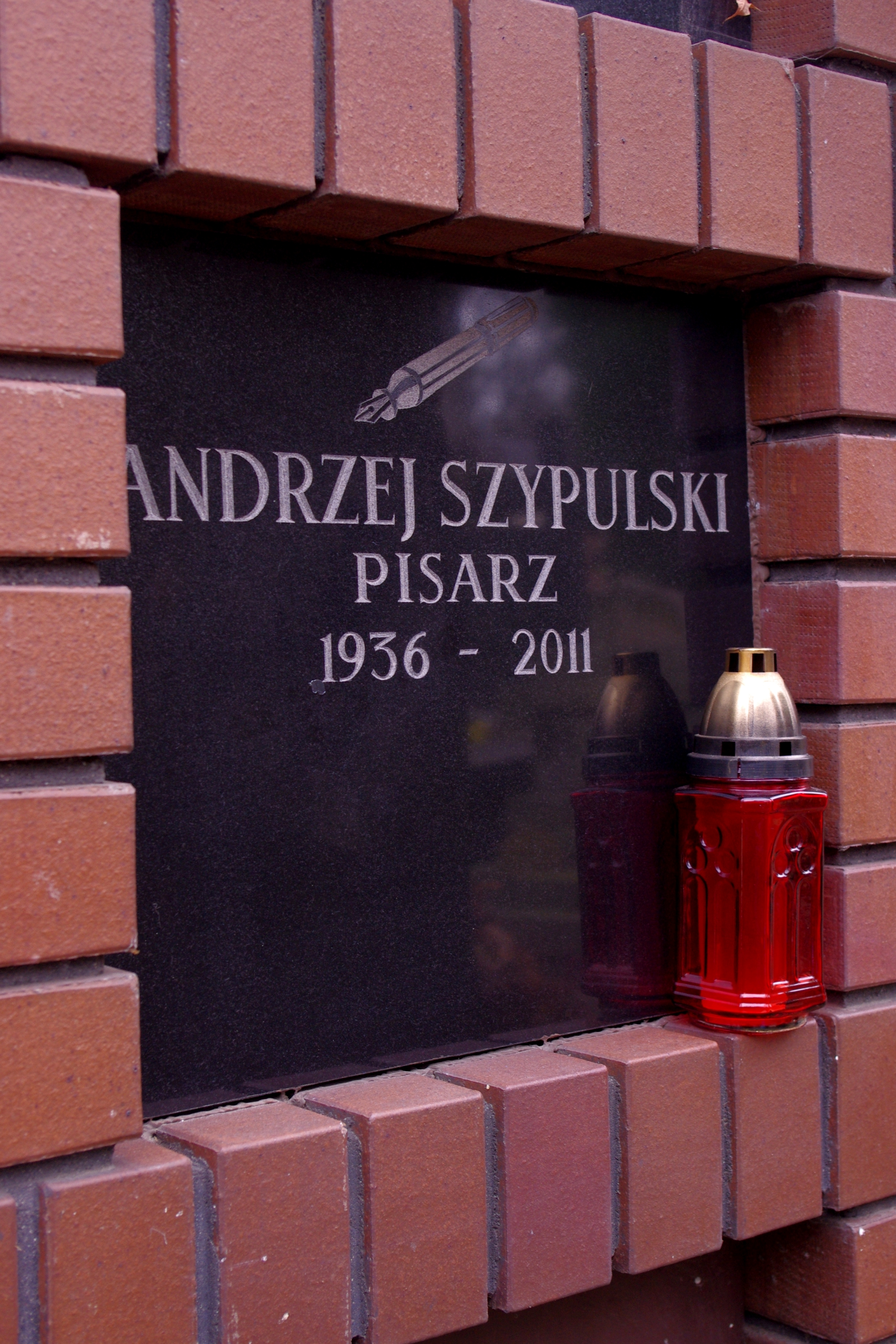
Могила Шипульского

Похоронен на Старых Повонзках.